# Електромионеурографија
Електромионеурографија  је инвазивна електрофизиолошка дијагностичка метода којом се врши испитивање и процена функција моторног неурона, нервних корена, плексуса, периферних нерава, неуромишићне спојнице и мишића, и која открива њихово оштећење и болест. Примењује се након основног неуролошког прегледа и других дијагностичких метода, који јасно указују на оштећење неуромишићних функција.
Метода се састоји из електромиографије (EMG) и електронеурографије (ENG). Преглед се обавља стимулацијом периферних нерава електричном струјом и регистрацијом акционих потенцијала мишића који је инервисан од стране испитиваног нерва (електронеурографија (ENG)), и регистрацијом електричне активности мишића помоћу иглене електроде која се уводи у мишић (електромиографија (EMG) ), што ову методу чини болном и непријатном, и зато спада у групу инвазивних дијагностичких метода.
Број и врста испитиваних нерава и мишића ради се различит сет тестова (за сваког болесника посебно) у зависности од врсте болести и добијеног налаза.

## Историја
Почетак истраживања у области електричне активности мишића започео је 1868. године Ерб, који је изазвао електричне реакције потпуно денервисаног мишића, Ови резултати у том моменту нису били значајни за клиничку праксу.
Адриан и Бронк 1929. године увели су у примену концентричну иглену електроду, која је омогућила технику истраживања функције појединих моторних јединица и њиховог броја при вољним контракцијама мишића.
Године 1938. Denny-Brown и Pennybacker објавили су студију Fibrillation and fasciculation in voluntary muscle (Brain, Oxford, 1938) у којој су приказали спонтану активности делимично или потпуно денервисаног мишића.
Buchthal i Clemmesen (1941) започели су са применом нове технике за испитивање неурогене мускуларне атрофије и лезије периферних нерава, и тиме започели ново поглавље у примени електрофизиолошким методама - клиничке електромиографије.
Године 1947. Кугелберг је увео нову методу којом се могу распознати морфолошке разлике у акционим потенцијалима моторних јединица код мишићних поремећаја. Од тог времена, електромиографија постаје метода за разликовање неурогене од миогене болести.
Године 1956. Симпсон је увео нову методу мерења моторне брзине провођења периферних нерава код неуропатије, коју је потом 1958. године Gilliat Sears применио на сензорне нерве.
Званичним почетком клиничке електромиографије сматра се рад Buchthal-a и Clemmensen-a. Међутим, на даљи све интензивни развој ове дисциплине настао је пред крај 20. и почетком 21. века захваљујући напредовању рачунарске технике и метода обраде података.
Електронеурографију (ENG) као неурофизиолошку методу први су описали и применили Еслен и Фиш 1979, за испитивање интегритета и проводљивости периферних живца.

### Методе које су се развиле у оквиру електромионеурографије (ЕМНГ)
| Метода                               | Опис | Параметри за анализу и регистрациона површина                                                                 |
| ------------------------------------ | --- | --- |
| Конвенционална ЕМНГ                  | Намењена је за регистровање акционих потенцијала делова моторних јединица помоћу концентричних иглених електрода и површинских електрода                                           | Амплитуда, облик, трајање потенцијала                                                                         |
| Макроелектромиографија               | Намењена је за испитивање електричне активност једне целе моторне јединице применом макро електрода                                                                                | Регистрациона површина је пречника до 1 mm                                                                    |
| Микроелектромиографија               | Намењена је зарегистрацију акциони потенцијал једног мишићног влакна помоћу микро електрода. Овом методом се региструје и варирање у времену између акционих потенцијала 2 мишића. | Регистрациона површина је пречника око 25 μм.                                                                 |
| Скенинг (Scanning) електромиографија | Намењена је да региструје просторну и временску дистрибуцију мишићних влакана унутар једне моторне јединице помоћу концентричне иглене електроде.                                  | Ова електрода скенира" моторну јединицу, тј. креће се у прецизним размацима кроз поље једне моторне јединице. |
| Квантитавне електромиографија        | Намењена је аутоматској анализи потенцијале моторних јединица и инервационом узорку.                                                                                               | |

## Електромиографија
Електромиографија (скраћено EMG), миографија  је инвазивна електрофизиолошка дијагностичка метода снимања електричних потенцијала мишића кратким увођењем у испитивани мишић танке игле - електроде.
У зависности од симптома и врсте болести, електромиографијом се испитује већи или мањи број мишића у опуштеном (релаксираном) стању и након грчења (контракције). Електромиографија је контраиндикована код тежих поремећаја згрушавања крви, јер у ретким случајевима због убода игле може настати мањи крвни подлив (хематом).

## Електронеурографија
Електронеурографија (скраћено ENG) је неинвазивна електрофизиолошка дијагностичка метода мерења одговора мишића и живаца на електричну стимулацију и одређивање брзине електричне проводљивости живаца, употребом површинских електрода (у виду плоче) или ређе електрода у облику игала које се убадају у испитивано подручје за регистрацију електричне активности (акционог потенцијала). Стимулација се врши кратким електричним надражајем, струјом максималног интензитета до 100 mA, (што понекад код осетљивих болесника може бити непријатно), у једној тачки испод коже а иостовремено се врши снимање потенцијала на другом месту, које је на праавцу кретања нерва који се испитује. Одговор нерва на стимулацију визуелнио се приказује на екрану катодних цеви апаратаа за (ENG) или на монитор рачунара. У принципу ова метода се примењује заједно са електромиографијом.
Електронеурографију као неурофизиолошку методу први су описали и применили Еслен и Фиш 1979, за испитивање интегритета и проводљивости периферних живца. Након открића ове метода се најчешћих примењује за испитивање функција периферних нерава у ногама и нешто ређе рукама, заједно са електромиографијом. Једну од најчешћих примена, као независна метода, електронеурографија је нашла у испитивању фацијалног (живца лица), код једностране парализе лица (Белова парализа).

## Намена
Електромионеурографија (EMNG) је допунска дијагностичка метод којом се испитује;
- Да ли је мишић оболео или не?
- Да ли су промене миогене (у мишићима) или неурогене (у нервима)?
- Да ли је промена локализована или обухвата већи број мишића?
- Да ли су регистроване промене (посебно денервације) комплетне или делимичне (парцијалне)?
- Да ли је болест периферног и централног моторног неурона?
- Да ли је у питању поремећај неуромишићне синапсе?

## Индикације

#### Болести периферног нервног система
- Наследне болести (урођене аномалије коштано-зглобог система)
- Хроничне болести, метаболичка обољења (дијабетесна полинеуропатија)
- Полинеуропатије; различите етиологије.
- Радикулопатије; цервикалне (вратне) и лумбалне (слабинске) кичме.
- Компресивне мононеуропатије (повреде кичме и удова и друге повреде са оштећењем мишића и периферних нерава, дискус херније).
- Миопатије различите етиологије.
- Аутоимуне болести.
- Болести моторног неурона

#### Тест неуромишићне трансмисије
се примењује код болесника са миастенијом гравис, миастеничним синдромом и код слабости проксималних група мишића. Ради се код:
- Пазушног нерва (n. axilaris) када се испитује делтоидни мишић.
- Личног живца (n. facialis) када се испитује носна мускулатура.

Неуромишће болести (неуропатије)
- Неке реуматолошке болести типа запаљења мишића (миозитиса)
- Постоператовна стања или стања после обољења кичме и мозга
- Сфинктеријелне слабости услед болести (спина бифида)
- Диференцирање врсте невољних покрета (нпр неуротичног од екстрапирамидног тремора у Паркинсонове болести),
- Дијагностиковање хистеричних симптома (слабости, анестезије)
- Дијагностика симулације.

#### Болести периферног нервног система у дечјем узрасту
У дечјем узрасту, због касније матурације (сазревања) централног нервног система (мозга), ЕМГ преглед је индикован код:
- Неки поремећаји тонуса мускулатуре,
- Успорени моторни развој,
- Нејасне слабости руку и ногу,
- Разне повреда и урођене аномалије.

## Компликације у току електромионеурографије
- Крварења (минимална) из коже и у мишићу
- Инфекција нестерилним електродама (минималан ризик)
- Остало: траума, из мишића, након (EMNG) може изазвати лажне резултате на тестовима крви (као што је увећање креатин киназа), биопсији мишића, или у другим тестовима.